# Lovelines
Lovelines – trzynasty studyjny album w dyskografii duetu The Carpenters. Ukazał się nakładem wytwórni A&M Records w 1984 r. pod numerem katalogowym AMA 3931. Płyta jest upamiętnieniem 20-letniej współpracy duetu z wytwórnią A&M Records, choć Karen odeszła sześć lat wcześniej. Dziesięć z 12 utworów zostało nagranych dla innych wcześniejszych albumów, ale nie zostały na nich umieszczone z różnych powodów. Pozostałe dwa to remiksy uprzednio zrealizowanego materiału. Jest to zarazem ostatni album zespołu wydany na płycie winylowej.

## Lista utworów
Strona A
1. „Lovelines” (Rod Temperton) – 4:28
2. „Where Do I Go from Here?” (Parker McGee) – 4:24
3. „The Uninvited Guest” (Buddy Kaye, Jeffrey M. Tweel) – 4:24
4. „If We Try” (Temperton) – 3:42
5. „When I Fall in Love” (Edward Heyman, Victor Young) – 3:08
6. „Kiss Me the Way You Did Last Night” (Margaret Dorn, Lynda Lee Lawley) – 4:03

Strona B
1. „Remember When Lovin' Took All Night” (John Farrar, Molly-Ann Leiken) – 3:47
2. „You're the One” (Steve Ferguson) – 4:13
3. „Honolulu City Lights” (Keola Beamer) – 3:19
4. „Slow Dance” (Philip Margo, Mitchell Margo) – 3:35
5. „If I Had You” (Steve Dorff, Gary Harju, Larry Herbstritt) – 3:57
6. „Little Girl Blue” (Lorenz Hart, Richard Rodgers) – 3:24

## Single

### Honolulu City Lights
- Singiel  7” wydany w USA w 1986 przez A&M Records – (A&M 8667)

1. „Honolulu City Lights"
2. „I Just Fall in Love Again"